# Erik August Larsson
Erik August Larsson (12. dubna 1912, Kurravaara – 10. dubna 1982, Kiruna) byl švédský běžec na lyžích.
Na olympijských hrách v Garmisch-Partenkirchenu roku 1936 vyhrál závod na 18 kilometrů a na stejných hrách bral i bronz se švédskou štafetou. Štafetový bronz má i mistrovství světa, ze šampionátu ve Vysokých Tatrách v roce 1935. V roce 1936 obdržel Zlatou medaili Svenska Dagbladet. Narodil se ve finsky mluvící rodině. V roce 1939 se po účasti na modlitebním shromáždění v Kurravaara vzdal své sportovní kariéry a stal se laestadianistou. Později byl kazatelem ve sboru laestadianistů v Kiruně. Jeho vnučka Åsa Larssonová se stala slavnou spisovatelkou kriminálních románů.